# Raphael Samuel
Raphael Elkan Samuel (geboren 26. Dezember 1934 in London; gestorben 9. Dezember 1996 in London) war ein britischer marxistischer Historiker.

## Leben
Raphael Elkan Samuel war ein Sohn des kommunistischen Anwalts Barnett Samuel und der kommunistischen Aktivistin und Komponistin Minnie Nerenstein, die Eltern lebten seit 1941 getrennt, die Ehe wurde 1946 geschieden. Samuel wuchs zeitweise im Elternhaus von Chimen Abramsky auf. Er besuchte die King Alfreds School in Hampstead. Samuel wurde als Jugendlicher Mitglied der Communist Party of Great Britain. 1956, nach der Niederschlagung des Ungarischen Volksaufstandes, verließ er die Partei. Er war schon frühzeitig Mitglied der Communist Party Historians Group.
Er studierte Geschichte am Balliol College bei Christopher Hill. 1957 war er mit Gabriel Pearson, Charles Taylor und Stuart Hall Gründer der Zeitschrift Universities and Left Review, aus der 1960 die Zeitschrift New Left Review entstand. Er lehrte seit 1962 am Ruskin College und wurde Professor an der University of East London.
Samuel initiierte an dem mit den Gewerkschaften verbundenen Ruskin College die Geschichtswerkstattbewegung und war damit ein Begründer der Geschichte von unten. Er war Herausgeber des History Workshop Journal.
Im Jahr 1987 heirateten Samuel und die Literaturkritikerin Alison Light, die nach Samuels Ableben zwei Sammelbände aus dem Nachlass herausgab. An der University of East London wurde sein Institut postum in das Raphael Samuel History Centre umbenannt.

## Schriften (Auswahl)

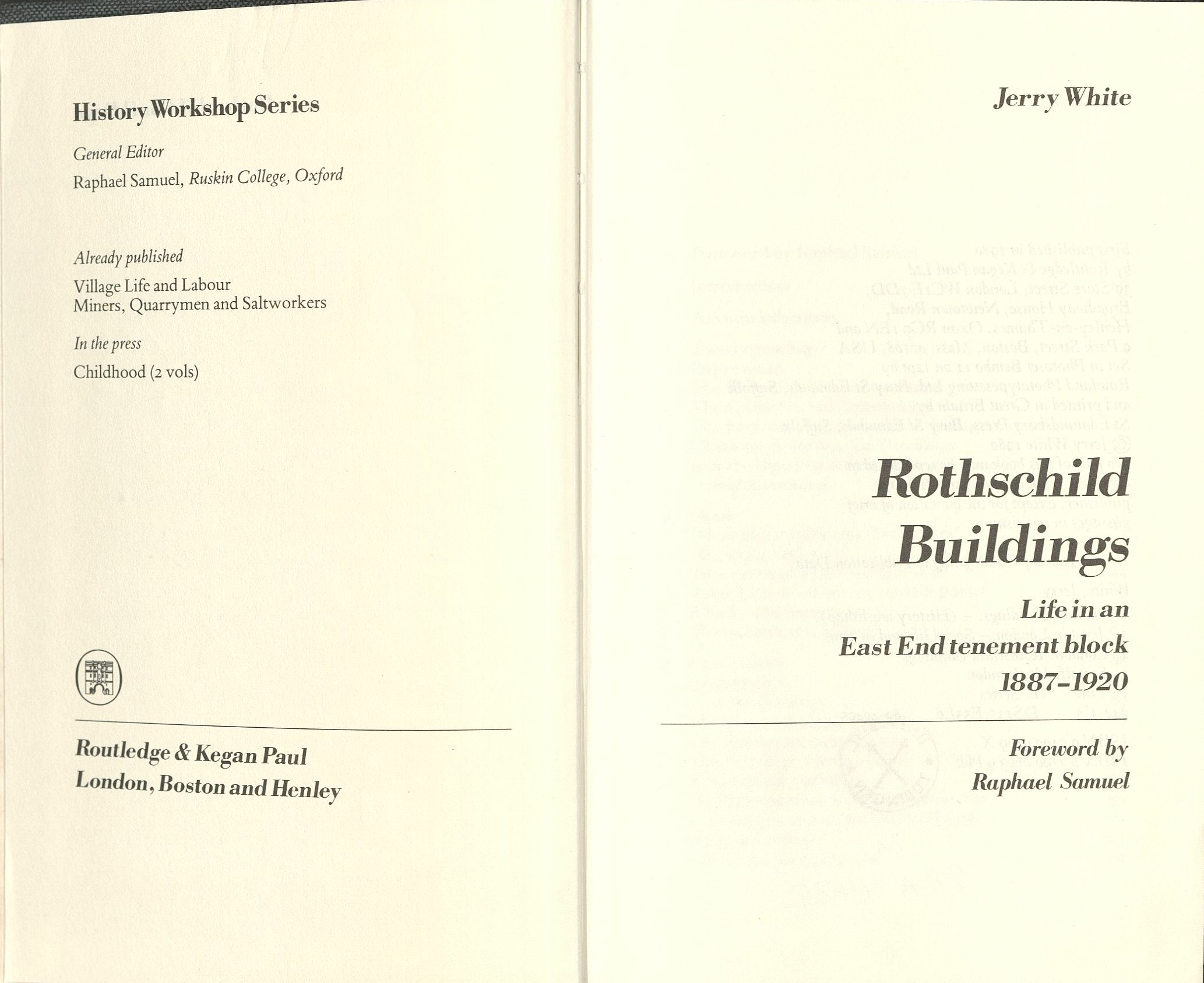
Samuel als Herausgeber der History Workshop Series

- The Workshop of the World: Steam Power and Hand Technology in mid-Victorian Britain, in: History Workshop Journal (1977) No. 3, S. 6–72
- History Workshop Methods, in: History Workshop Journal (1980) No. 9, S. 162–176.
- Oral History in Großbritannien, in: Lutz Niethammer (Hrsg.): Lebenserfahrung und kollektives Gedächtnis. Die Praxis der „Oral History“. Frankfurt am Main 1980, S. 55–73
- British Marxist Historians, 1880–1980, in: New Left Review (1980) Nr. 120, S. 21–96
- The Lost World of British Communism, in: New Left Review (1985–1987), Nr. 154, 155, 156, 165.
- East End Underworld. London: Routledge & Kegan Paul, 1981
- Reading the Signs, in: History Workshop Journal (1991) Nr. 32, S. 88–109; Nr. 33 (1992), S. 220–251
- Theatres of Memory: Volume 1: Past and Present in Contemporary Culture. London: Verso, 1994
- Theatres of Memory: Volume 2: Island Stories: Unravelling Britain. London: Verso, 1998
- Alison Light (Hrsg.): The Lost World of British Communism. 2006
- Alison Light (Hrsg.): Workshop of the World: Essays in People's History. 2023

Herausgeber
- Village Life and Labour. London: Routledge & Kegan Paul, 1975
- Miners, Quarrymen and Saltworkers. London: Routledge & Kegan Paul, 1977
- People's History and Socialist Theory. London: Routledge & Kegan Paul, 1981
- East End Underworld. Chapters in Life of Arthur Harding. London: Routledge & Kegan Paul, 1981
- Raphael Samuel, Gareth Stedman Jones (Hrsg.): Culture, Ideology and Politics. Essays for Eric Hobsbawm. London: Routledge & Kegan Paul, 1982
- Raphael Samuel, Ewan MacColl, Stuart Cosgrove (Hrsg.): Theatres of the Left: 1880–1935. Workers' Theatre Movements in Britain and America. London: Routledge & Kegan Paul, 1985
- Raphael Samuel, Barbara Bloomfield, Guy Boanas (Hrsg.): The Enemy Within: The Miners' Strike of 1984. 1987
- Patriotism: the making and unmaking of British national identity (Volume 1): History and Politics. London: Routledge, 1989
- Patriotism: the making and unmaking of British national identity (Volume 2): Minorities and Outsiders. London: Routledge, 1989
- Patriotism: the making and unmaking of British national identity (Volume 3): National Fictions. London: Routledge, 1989
- Raphael Samuel, Paul Thompson (Hrsg.): The Myths We Live By. London: Routledge, 1990
- History Workshop. A Collectanea 1967–1991. London, 1991